# Виноградов, Олег Михайлович
Оле́г Миха́йлович Виногра́дов (род. 1 августа 1937, Ленинград) — советский и российский артист балета, балетмейстер, хореограф, педагог, сценарист, сценограф. Народный артист СССР (1983). Лауреат Государственной премии РФ (2001), Государственной премии РСФСР имени М. И. Глинки (1970) и премии Ленинского комсомола (1977).

## Биография
Балетом начал заниматься поздно. В 1958 году окончил Ленинградское хореографическое училище (ныне Академия русского балета имени А. Я. Вагановой; педагог Александр Пушкин).
В 1958—1965 годах — артист, с 1963 — ассистент балетмейстера, затем балетмейстер, а также театральный художник Новосибирского театра оперы и балета, где состоялись его первые постановки: отдельные номера в балете «Семь красавиц» К. А. Караева (балетмейстер П. А. Гусев) и новая редакция 1-й картины балета «Лебединое озеро» П. И. Чайковского.
В 1967 году окончил балетмейстерский факультет ГИТИСа (Москва).
В 1967—1972 годах — балетмейстер Ленинградского театра оперы и балета им. С. М. Кирова, в 1973—1977 — главный балетмейстер Ленинградского Малого театра оперы и балета (ныне Михайловский театр), в 1977—2001 (фактически до 1997 года) — художественный руководитель балетной труппы и главный балетмейстер Ленинградского театра оперы и балета им. С. М. Кирова (с 1992 года — Мариинский театр).
Оформил несколько балетов как сценограф. Создал эскизы костюмов к балету «Сильфида» Г. С. Лёвеншёльда.
Осуществлял постановки в Одессе, Минске, Риге, Таллине, Фрунзе, Дрездене, Будапеште, Софии, Берлине.
С 1990 года был художественным руководителем Кировской академии балета (Universal Ballet Academy) в Вашингтоне (США). С того же года — артистический директор труппы «Юнивёрсал-балет» в Сеуле (Республика Корея), которой руководил 20 лет. В 1991 году создал «Малый балет Мариинского театра» (с 1994 — «Санкт-Петербургский Камерный балет»).
В феврале 2008 года, после 18 лет преподавания за границей, вернулся в Санкт-Петербург в качестве главного приглашённого балетмейстера Михайловского театра.
С 2009 года был деканом факультета режиссуры музыкального театра, художественным руководителем балета Театра оперы и балета Санкт-Петербургской консерватории им. Н. А. Римского-Корсакова.

## Творчество

### Партии
Новосибирский театр оперы и балета
- 1959 — «Драгоценный фонарь лотоса» Чжан Сяоху — Чан-Сян (первый исполнитель)

### Постановки
Новосибирский театр оперы и балета
- 1964 — «Золушка» С. С. Прокофьева
- 1965 — «Ромео и Джульетта» С. С. Прокофьева

Мариинский театр
- 1968, 1970, 1973 — «Горянка» М. М. Кажлаева
- 1969 — «Двое», хореографическая композиция на музыку А. Д. Меликова по мотивам стихотворения Р. И. Рождественского (Она — И. А. Колпакова)
- 1969 — «Александр Невский» на музыку С. С. Прокофьева
- 1972 — «Зачарованный принц» Б. Бриттена
- 1979 — «Гусарская баллада» Т. Н. Хренникова (совм. с Д. А. Брянцевым)
- 1980 — «Фея Рондских гор» на музыку Э. Грига (Фея — И. А. Колпакова)
- 1980 — «Ревизор» А. В. Чайковского
- 1984 — «Асият» М. М. Кажлаева (новая редакция балета «Горянка»)
- 1985 — «Витязь в тигровой шкуре» А. Д. Мачавариани
- 1986 — «Броненосец Потёмкин» А. В. Чайковского
- 1990 — «Петрушка» И. Ф. Стравинского (экранизирован на ТВ в 1990)
- 1992 — «Коппелия» Л. Делиба
- 1994 — «Тщетная предосторожность» П. Л. Гертеля
- «Баядерка» Л. Минкуса
- «Лебединое озеро» П. И. Чайковского
- «Шехерезада» на музыку Н. А. Римского-Корсакова

Ленинградский Малый театр оперы и балета
- 1971 — «Тщетная предосторожность» Ф. Герольда
- 1973 — «Коппелия» Л. Делиба
- 1974 — «Ярославна» Б. И. Тищенко (совм. с Ю. П. Любимовым)
- 1976, 2007 — «Ромео и Джульетта» С. С. Прокофьева
- 1977 — «Педагогическая поэма» В. М. Лебедева (совм. с Л. С. Лебедевым)
- 1977 — «Золушка» С. С. Прокофьева

Одесский театр оперы и балета
- 1968 — «Золушка» С. С. Прокофьева
- 1973 — «Тщетная предосторожность» Ф. Герольда

Большой театр
- 1967 — «Асель» В. А. Власова
- 1980 — «Гусарская баллада» Т. Н. Хренникова (совм. с Д. А. Брянцевым)
- 1994 — «Сильфида» Г. С. Левенскольда.

Другие театры
- «Ромео и Джульетта» С. С. Прокофьева — Ереван (1970), София (1971), Сеул, «Юнивёрсал-балет» (2006)
- «Золушка» С. С. Прокофьева — Дрезден (1973), Будапешт (1983), Московский музыкальный театр имени К. С. Станиславского и Вл. И. Немировича-Данченко (2006)
- «Тщетная предосторожность» Ф. Герольда — Саратов (1971), Берлин, «Комише опер» (1974), Фрунзе (1976), Рига (1978), Минск (1979), Таллин (1980)

### Оформительские работы
- 1974 — «Ярославна» Б. И. Тищенко
- 1976 — «Ромео и Джульетта» С. С. Прокофьева

### Сценарии к балетам
- 1968 — «Горянка» М. М. Кажлаева
- 1974 — «Ярославна» Б. И. Тищенко
- 1980 — «Фея Рондских гор» на музыку Э. Грига
- 1990 — «Петрушка» И. Ф. Стравинского

### Фильмография
Роли в кино
- 1967 — «Кровавая свадьба» (фильм-спектакль) — гость

Режиссёр
- 1983 — Жизель (фильм-спектакль)
- 1987 — Корсар (фильм-спектакль) (совм. с П. А. Гусевым)
- 1989 — Спящая красавица

Сценарист
- 1988 — «Гран па в белую ночь» (телефильм-концерт)

Участие в фильмах
- 1974 — Музыкальные встречи (документальный)
- 1983 — И каждый вечер в час назначенный… (документальный)
- 1991 — Рудольф Нуреев как он есть (документальный)

## Награды и звания
- Заслуженный артист Дагестанской АССР (1969)
- Народный артист РСФСР (1976)[4]
- Народный артист СССР (1983)
- Государственная премия РСФСР имени М. И. Глинки (1970) — за постановку балетного спектакля «Горянка» М. М. Кажлаева
- Государственная премия Российской Федерации в области литературы и искусства (2001) — за постановку балетов «Баядерка» М. И. Петипа, «Лебединое озеро» Р. Пети и «Шехерезада» М. М. Фокина в Мариинском театре
- Премия Ленинского комсомола (1977) — за создание высокохудожественных балетных спектаклей
- Орден Ленина (1987)
- Орден Дружбы народов (29 мая 1981)
- Орден «За заслуги перед Республикой Дагестан» (24 марта 2021)[5]
- Кавалер ордена Искусств и литературы (Франция, 1990)
- Международная премия «Балтийская звезда» (2018)[6].
- Премия имени М. И. Петипа Парижской академии танца (1980, 1983)
- Приз «Золотая танцовщица Пикассо» (Чикаго, 1987)
- Премия французских кинематографистов «Золотой лев» (1988)
- Премия Лоренса Оливье (Великобритания, 1990)
- Академик Академии эстетики и свободных искусств (Москва)[7].

## Сочинения
- Олег Виноградов. Исповедь балетмейстера. — М.: АСТ-Пресс Книга, 2007. — 336 с. — (Звезды балета). — ISBN 978-5-462-00711-8.